# Privacywet (België)
De Belgische Privacywet ter bescherming van persoonsgegevens, voluit de Wet van 8 december 1992 voor de bescherming van de persoonlijke levenssfeer ten opzichte van de verwerking van persoonsgegevens, was de eerste wet die de burger moest beschermen tegen misbruik van zijn persoonlijke gegevens.
De wet is opgeheven door de wet van 25 mei 2018, in overeenstemming met de Europese Algemene verordening gegevensbescherming (AVG 2016/679). De opgeheven wet is vervangen door de Wet bescherming persoonsgegevens.
De persoonsgegevens van een gemiddelde burger komen in honderden bestanden voor, bijvoorbeeld bij de gemeente, belastingdienst, huisarts, bibliotheek, supermarkt, sportvereniging en werkgever. Heel veel mensen doen mee aan spaaracties, enquêtes of hebben een klantenkaart. Dit is geen enkel probleem wanneer deze organisaties goed met de gegevens omgaan, maar de gegevens zouden ook (ongewenst) kunnen worden verspreid aan derden.

## Wettelijk kader
De Privacywet biedt een algemeen minimaal beschermingsniveau, en omvat zowel de rechten en plichten van de persoon wiens gegevens verwerkt worden als de rechten en plichten van de verwerker zelf.
Als gevolg van de Europese Richtlijn 95/46/EG werd de Privacywet gewijzigd door de Wet van 11 december 1998. Die Richtlijn is vervangen door de algemene verordening gegevensbescherming (AVG). De concrete uitvoering van de privacywet is vastgelegd in Koninklijke Besluiten:
- het KB van 13 februari 2001 ter uitvoering van de wet van 8 december 1992 tot bescherming van de persoonlijke levenssfeer ten opzichte van de verwerking van persoonsgegevens[6]
- het KB van 17 december 2003 tot vaststelling van de nadere regels met betrekking tot de samenstelling en de werking van bepaalde sectorale comités opgericht binnen de Commissie voor de bescherming van de persoonlijke levenssfeer.

## Toepassingsgebied
De wet betreft elk soort informatie over een natuurlijke persoon, zodra die geïdentificeerd wordt of kan worden (art. 1 § 1, wet 8/12/1992). Zo zijn cookies, of een IP-adres, op zichzelf geen persoonsgegeven, maar kunnen ze dat wel worden, in combinatie met andere gegevens.
Voorts vereist de wet bepaalde kwaliteitscriteria: de verwerking van persoonsgegevens in een bestand moet eerlijk, rechtmatig, nauwkeurig, toereikend, ter zake dienend, transparant, vertrouwelijk en beveiligd zijn (art. 4, wet 8/12/1992). Voor gevoelige persoonsgegevens (zoals etniciteit, politieke, religieuze of seksuele voorkeuren, medische gegevens, gerechtelijk verleden) is de wet nog strenger: verwerking van deze gegevens is in principe verboden, behoudens de wettelijke uitzonderingen (art. 6, 7 en 8, wet 8/12/1992).

## Rechten van de betrokkene
De betrokken burger heeft door deze wet ook rechten. Zo moet de betrokkene in principe vooraf in kennis gesteld worden, en kan hij weigeren, als het over direct marketing gaat. Die kennisgeving is niet vereist voor wetenschappelijk onderzoek, en voor de overheid (art. 9, wet 8/12/1992).
De betrokkene heeft ook, mits bepaalde voorwaarden, recht op inzage en correctie van de gegevens die hem betreffen (art. 10 en 12, wet 8/12/1992), behalve wanneer de gegevensverwerking gebeurt door politie, justitie of de fiscus (art. 3, wet 8/12/1992).

## Uitwisseling van persoonsgegevens

### Binnenland
Binnen België wordt de uitwisseling van persoonsgegevens tussen overheidsdiensten, en het raadplegen van die gegevens, gestroomlijnd door de federale dienstenintegrator (wet van 15/8/2012, gewijzigd bij de wet van 14/3/2014), door dienstenintegratoren op lager niveau, en onder meer ook door de Kruispuntbank van Ondernemingen, de Kruispuntbank van de Sociale Zekerheid en het eHealth-platform.
Binnen Vlaanderen wordt de regelgeving nog aangevuld met het Decreet betreffende het elektronische bestuurlijke gegevensverkeer van 18 juli 2008.

### Buitenland
Het meedelen van persoonsgegevens (in de wet “doorgifte” genoemd) aan buitenlandse overheden kan zonder meer, naar landen binnen de Europese Economische Ruimte, en naar andere landen, indien die een passend beschermingsniveau voor de gegevensverwerking kunnen garanderen (art. 21 en 22, wet 8/12/1992). In de praktijk betreft het landen op de “witte lijst” van de Europese Commissie. Er worden op die manier passagiersgegevens doorgegeven aan onder meer de VS en Australië, en persoonsgegevens aan Argentinië, Israël en Zwitserland. Is dat beschermingsniveau in andere landen onvoldoende, dan zijn aan de uitwisseling van gegevens strenge voorwaarden gekoppeld.
Multinationals die persoonsgegevens willen doorgeven buiten de Europese Economische Ruimte, kunnen dit doen na goedkeuring van Binding Corporate Rules op Europees niveau.

## Commissie voor de bescherming van de persoonlijke levenssfeer
Deze commissie, beter bekend als de Privacycommissie, was door de wet bedoeld als adviesorgaan aan de overheid. De commissie begeleidde de verwerkers van gegevens voor een correcte toepassing van de wet, en trad tevens op als bemiddelaar bij klachten (art. 29 tot 31, wet 8/12/1992). In geval van twijfel kon de betrokkene zich kosteloos tot de Commissie richten voor bijstand en toelichting (art. 13, wet 8/12/1992). De wet van 3 december 2017 heft de bepalingen van hoofdstuk VII en VIIbis uit de wet van 8 december 1992 op, die de oprichting en werking van de Commissie regelden.

## Gegevensbeschermingsautoriteit
De Commissie is sedert 25 mei 2018 opgevolgd door de Gegevensbeschermingsautoriteit, opgericht in uitvoering van de wet van 3 december 2017 tot oprichting van de Gegevensbeschermingsautoriteit. Deze wet geeft uitvoering aan de algemene verordening gegevensbescherming, die de oprichting van een dergelijke autoriteit voorschrijft.